# بيل باتلر (مونتير)
بيل باتلر (بالإنجليزية: Bill Butler)‏ هو مونتير بريطاني، ولد في 1933، وتوفي في 4 يونيو 2017 في شيرمان أوكس في الولايات المتحدة.

## وصلات خارجية
- بيل باتلر على موقع IMDb (الإنجليزية)
- بيل باتلر على موقع ألو سيني (الفرنسية)
- بيل باتلر على موقع أول موفي (الإنجليزية)
- بيل باتلر على موقع قاعدة بيانات الأفلام السويدية (السويدية)
- بيل باتلر على موقع قاعدة بيانات الفيلم (الإنجليزية)
- بيل باتلر على موقع كينوبويسك (الروسية)